# Анфим (Кынчев)
Митрополи́т Анфи́м (болг. Митрополит Антим, в миру Лило Кынчев Вырбанов, болг. Лило Кънчев Върбанов; 1854, село Гложене (ныне община Тетевен, Ловечская область) — 24 марта 1914, София) — епископ Болгарской православной церкви, митрополит Тырновский.

## Биография
Начальное образование получил в родном селе.
Поступил послушником в Гложенский Свято-Георгиевский монастырь, где в 1871 году митрополитом Видинским Анфимом (Чалыковым) был пострижен в монашество с именем Анфим. Вскоре тем же епископом рукоположён в сан иеродиакона.
Продолжил образование в Тетевенском классном училище, затем в Габровской гимназии, которую окончил в 1875 году.
В том же году уехал в Россию, где поступил в Одесскую духовную семинарию.
В 1876 году участвовал в Сербско-Турецкой войне как доброволец-легионер.
В 1881 году окончил Одесскую духовную семинарию, вернулся на родину и осенью того же года назначен учителем Ломской государственной гимназии, а с 1882 года переведён преподавать в Сливенскую гимназию, где оставался до 1885 года. В этот период он написал и издал учебники по Библейской истории и Православный катехизис.
В 1885 году был вызван экзархом Анфимом (Чалыковым) в Константинополь и назначен ректором новооткрытого Одринского священнического училища.
30 августа 1886 года в Болгарской церкви святого Стефана в Константинополе митрополитом Охридским Синесием (Димитровым) был рукоположён в сан иеромонаха.
1 сентября того же года согласно решению Священного Синода был возведён в сан архимандрита Экзархом Болгарским Иосифом (Йовчевым) и назначен архиерейским наместником (благочинным) в Лозенграде (Одринская епархия).
1 сентября 1887 года назначен протосинкелл Одринской епархии и инспектор болгарских училищ в Одринском вилаете.
По просьбе митрополита Видинского Анфим (Чалыкова) был освобождён от этих должностей и в начале октября 1888 года назначен протосинкеллом Видинской епархии.
По смерти митрополита Анфима с декабря 1888 года по июнь 1889 года временно управлял Видинской епархией.
Осенью того же года поступил в Московскую духовную академию, которую окончил в 1892 году.
По возвращении в Болгарию, с 1892 по 1893 год служил протосинкеллом Болгарской экзархии в Константинополе.
15 августа 1893 году был рукоположён во епископа Брегалнишского и назначен управляющим Ловчанской епархией.
6 февраля 1897 года освобождён от управления Ловчанской епархией и назначен викарием Пловдивской епархии.
29 июля 1901 года избран и 18 ноября канонически утверждён митрополитом Тырновским.
Член Священного Синода с 1905 года до своей смерти.
В течение всей жизни митрополит Анфим помогал различным благотворительным организациям в Тырнове и активно содействует строительству приюта для престарелых в Присовском монастыре, содержавшийся на средства Тырновской митрополии. На его средства были образованы 7 благотворительных фондов. Пожертвовал 20 тысяч левов в ценные бумаги для формирования фонда для содержания студентов в Софийской духовной семинарии, жертвует средства для церкви в селе Гложене и Гложенского монастыря. Из них был образован фонд, который поддерживал нужды монастыря. Остальные фонды с капиталом более 2 тысяч левов согласно воле на дарителя тратились на начальные училища, на мужскую и женскую гимназия в Тырнове в помощь бедным ученикам, а также бедным детям родного ему села Гложене. Завещал 1500 левов женскому благотворительному обществу «Радость» для «подпомощи его благородным задачам».
Пережил катастрофическое землетрясение в городе Великом Тырнове, в 1913 году, разрушившее или повредившее многие церкви.
Священному Синоду завещал все ценные вещи, которые у него были, личную библиотеку оставил Софийской духовной семинарии, деньги — Тырновской митрополии. Скончался в 24 марта 1914 году в Софии. Согласно его воле, был погребён в Тырнове.